# Lhabab Düčhen
Lhabab Düčhen je buddhistický svátek tibetské tradice.
Svátek je stanovován podle tibetského lunárního kalendáře na 22. den 9. měsíce. 
Lhabab Düčhen je oslavou legendární události ze života Buddhy, návratu na zemi z nebe Tušita, jednoho to ze šesti mytických světů. 

## Legenda svátku
Buddha se vydal do nebe Tušita za svou matkou, aby jí oplatil její mateřskou lásku vyučováním dharmě. Později, ve věku 41 let, vystoupil do nebe Tušita na tři měsíce, ale později se na naléhání svého žáka Maudgaljájany rozhodl vrátit zpět na zem. Právě tento návrat Buddhy na zemi, do našeho hmotného světa, je oslavován během svátku Lhabab Düčhen.
Během tohoto svátku se oslavuje jeden z tzv. osmi velkých činů, a to, že sestoupil po trojitém žebříku. 
Svátek je také oslavován jako svátek matek.
Tibetští buddhisté věří, že veškeré skutky, které vykonají během tohoto svátku se násobí desetimilionkrát (podle jiných zdrojů až stomilionkrát) oproti jiným dnům. To se vztahuje jak na skutky dobré, tak špatné. Z toho důvodu se praktikující tibetští buddhisté během Lhabab Düčhen věnují konání dobročinných aktivit a meditacím.
Tento svátek neslaví pouze tibetští buddhisté, ale také théravádoví buddhisté. V théravádové tradici je svátek znám jako Den abidhammy (viz článek), protože Buddha v Tušitě vyučoval svou matku abidhammě, své nauce v systematické podobě. Svátek je slaven především v Myanmaru, kde připadá vždy na úplněk sedmého měsíce místního lunárního kalendáře.